# Język hunde
Język hunde – język z rodziny bantu, używany w Demokratycznej Republice Konga. W 1980 roku liczba mówiących wynosiła ok. 200 tysięcy.